# Maria Clara Galvão Meixa de Moura Telles
Marie Klára od Dítěte Ježíše, C.O.N.F.H.I.C., rodným jménem Libânia do Carmo Galvão Mexia de Moura Telles e Albuquerque (15. června 1843, Andora – 1. prosince 1899, Lisabon) byla portugalská římskokatolická řeholnice, zakladatelka a členka kongregace Františkánských špitálních sester od Neposkvrněného početí. Katolická církev ji uctívá jako blahoslavenou.

## Život

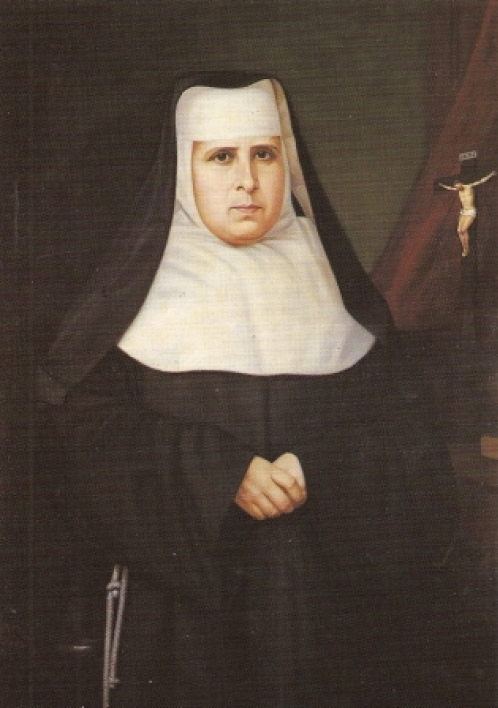
Portrét

Narodila se dne 15. června 1843 v Andoře (metropolitní oblast Lisabonu) jako třetí ze sedmi dětí šlechticům Nunu Tomásovi de Mascarenhas Galvão Mexia de Moura Telles de Albuquerque a Marii da Purificação de Sá Carneiro Duarte Ferreira. Její strýc Rodrigo de Moura Teles působil jako arcibiskup z Braga. Pokřtěna byla dne 2. září 1843 ve farním kostele Panny Marie z Amparo v Benfice. Její kmotrou byla Libânia do Carmo de Abranches Ferreira da Cunha.
Dne 30. května 1856 jí na choleru zemřela matka, otec zemřel 3. prosince 1857 na žlutou zimnici. Po osiření začala roku 1857 žít v paláci Ajuda (palác krále Petra V.) ve kterém sídlil sirotčinec pro děti ze šlechtických rodin, který spravovaly sestry vincentky a zůstala tam na internátu školy až do 9. června 1862, kdy byly řeholnice z Portugalska kvůli protináboženským represím vyhnány. Poté si ji vzali k sobě příslušníci jiného šlechtického rodu, jelikož měli blízko k jejím rodičům.
Cítila povolání k řeholnímu životu a roku 1867 vstoupila do kláštera São Patrício. Vstoupila do Sekulárního františkánského řádu a roku 1869 zde obdržela kapucínský hábit a přijala řeholní jméno Marie Klára od Dítěte Ježíše. Vytvořila novou komunitu, která pomáhala lidem v období politických nepokojů. Kněz Raimundo dos Anjos Beirão ji podpořil její vstup do řeholního života a na jeho návrh kvůli protináboženské situaci v Portugalsku odešla do zahraničí. Dne 5. února 1870 odešla z Portugalska do Calais ve Francii, kde 10. února vstoupila do noviciátu. Dne 14. dubna 1871 složila své řeholní sliby a 1. května téhož roku se vrátila do Lisabonu.

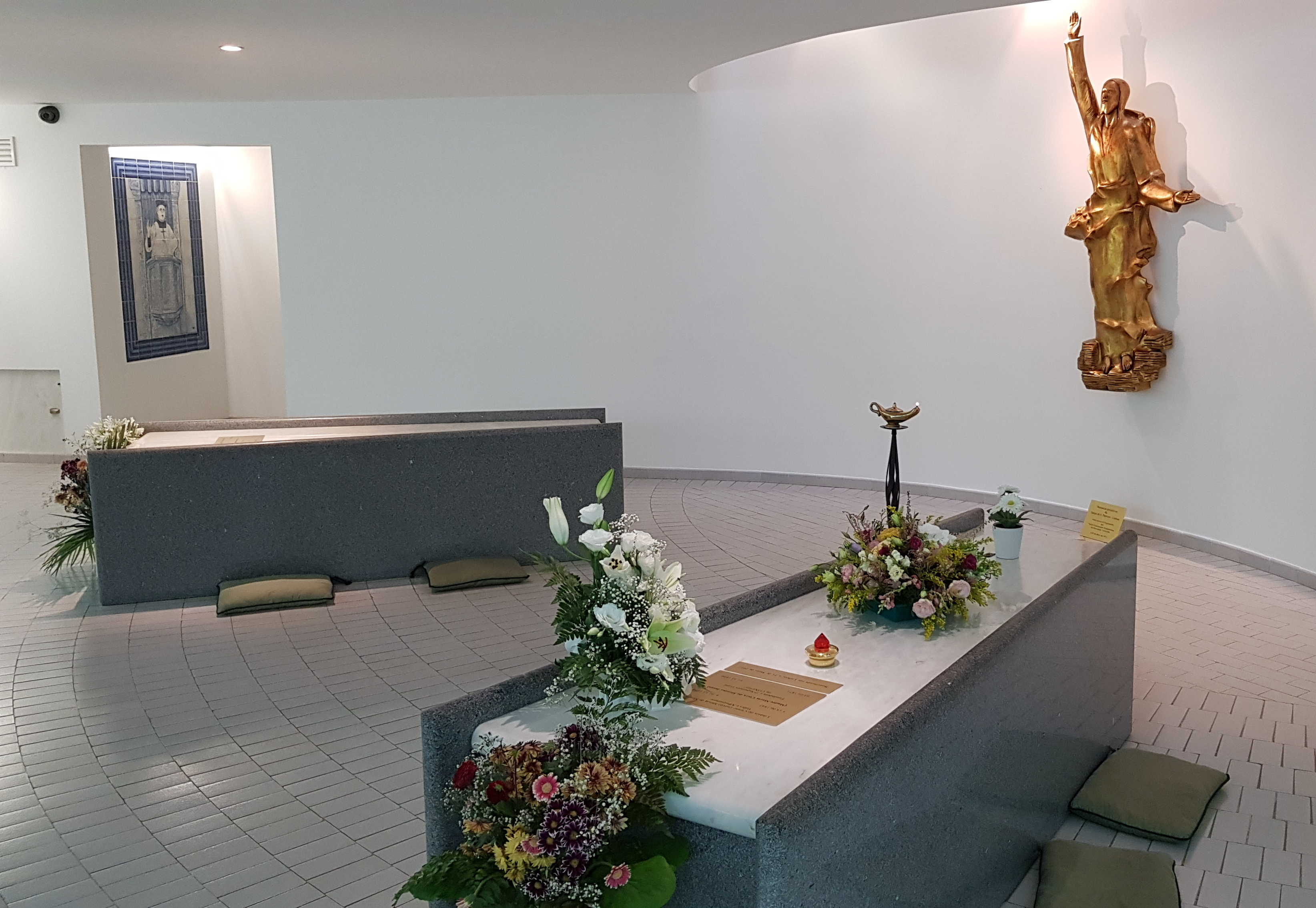
Její hrobka v mateřském domě jí založené kongregace v Lisabonu

Z její komunity založila dne 3. května 1871 ženskou řeholní kongregaci Františkánských špitálních sester od Neposkvrněného početí, do které také sama vstoupila a později se stala její představenou. Dne 27. března 1876 byla kongregace uznána Svatým stolcem. Její kongregace se rozrůstala počtem členek a řeholních domů přesto, že musela čelit protináboženské situaci v zemi. Vyslala také některé členky své kongregace na misii do Afriky a do Indie.
Zemřela v důsledku srdeční choroby spojené s astmatem a plicním uzlem dne 1. prosince 1899 v Lisabonu. Její ostatky byly pohřbeny dne 4. prosince 1899 na hřbitově Prazeres v Lisabonu a roku 1954 byly přeneseny do kláštera Santo António v obci Caminha. Od roku 1998 jsou pak její ostatky uloženy v mateřského domě jí založené kongregace v Lisabonu.

## Úcta
Její beatifikační proces započal dne 21. srpna 1995, čímž obdržela titul služebnice Boží. Dne 6. prosince 2008 ji papež Benedikt XVI. podepsáním dekretu o jejích hrdinských ctnostech prohlásil za ctihodnou. Dne 10. prosince 2010 byl uznán zázrak na její přímluvu, potřebný pro její blahořečení.
Blahořečena pak byla dne 21. května 2011 na Estádio do Restelo v Lisabonu. Obřadu předsedal jménem papeže Benedikta XVI. kardinál Angelo Amato.
Její památka je připomínána 1. prosince. Bývá zobrazována v řeholním oděvu.